# Berardo, Ottone, Pietro, Accursio e Adiuto
Berardo, Ottone, Pietro, Accursio e Adiuto, noti anche come i Protomartiri Francescani, sono stati cinque frati francescani, uccisi in Marocco il 16 gennaio 1220. Sono venerati come santi dalla Chiesa cattolica.

## Biografia
Berardo, Pietro, Ottone, preti, e Adiuto e Accursio, laici, provenienti da località adiacenti alla città di Terni, tra i primi ad abbracciare la vita minoritica, furono i primi missionari inviati da Francesco d'Assisi nelle terre dei Saraceni. Dapprima si trasferirono a Siviglia, in al-Andalus, dove iniziarono a predicare la fede cristiana direttamente all'interno delle moschee. Vennero malmenati, arrestati, condotti davanti al sultano almohade Yūsuf al-Mustansir (uno dei principi islamici conosciuti in Occidente con l'epiteto di "Miramolino") e in seguito trasferiti in Marocco con l'ordine di non predicare più in nome di Cristo. Nonostante questo divieto continuarono a predicare il Vangelo: per questo furono di nuovo imprigionati e, dopo essere stati sottoposti più volte alla fustigazione, furono decapitati il 16 gennaio 1220.
Le salme vennero trasferite a Coimbra, in Portogallo. Fu in tale contesto che Antonio di Padova, che era a Coimbra e che sembra avesse conosciuto in precedenza i martiri al loro passaggio in Portogallo diretti in Marocco, ebbe la vocazione ad entrare nell'ordine francescano.
Le fonti francescane non ci restituiscono un quadro univoco della reazione di Francesco all'evento, e quindi dell'opinione del fondatore dei Minori a proposito di un martirio direttamente ricercato e non soltanto previsto come eventualità per ogni evangelizzatore. Il capitolo della Regula non bullata (1221) sulla predicazione tra i musulmani, per esempio, consiglia un atteggiamento molto prudente, tutt'altro che un'avventata "ricerca del martirio" come sembravano aver fatto i cinque frati a Siviglia e in Marocco.
Frate Giordano da Giano, in effetti, scrivendo la sua Chronica attorno al 1262 ricorda brevemente i cinque frati "coronati con il martirio", ma aggiunge subito dopo un significativo commento di Francesco, come se il santo non intendesse celebrare troppo quell'impresa:
(Chronica fratris Jordani, 8)
Secondo la passio dei cinque frati, invece, all'annuncio della loro uccisione Francesco avrebbe esclamato: «Ora posso dire con sicurezza di avere cinque Frati minori».

## Culto
Vennero canonizzati da papa Sisto IV, anch'egli francescano, il 7 agosto 1481, con la bolla Cum alias; alcune loro reliquie sono conservate nel santuario di Sant'Antonio di Padova di Terni.
La loro memoria liturgica ricorre il 16 gennaio. Tale data fu scelta da papa Pio XII per la proclamazione di sant'Antonio dottore della Chiesa con la lettera apostolica Exulta, Lusitana felix, proprio in riferimento ai protomartiri francescani, la cui testimonianza era stata causa della vocazione minoritica del santo patavino. Sempre per questo motivo il 16 gennaio si celebra la festa della Pontificia Università Antonianum e del Gran Cancelliere.

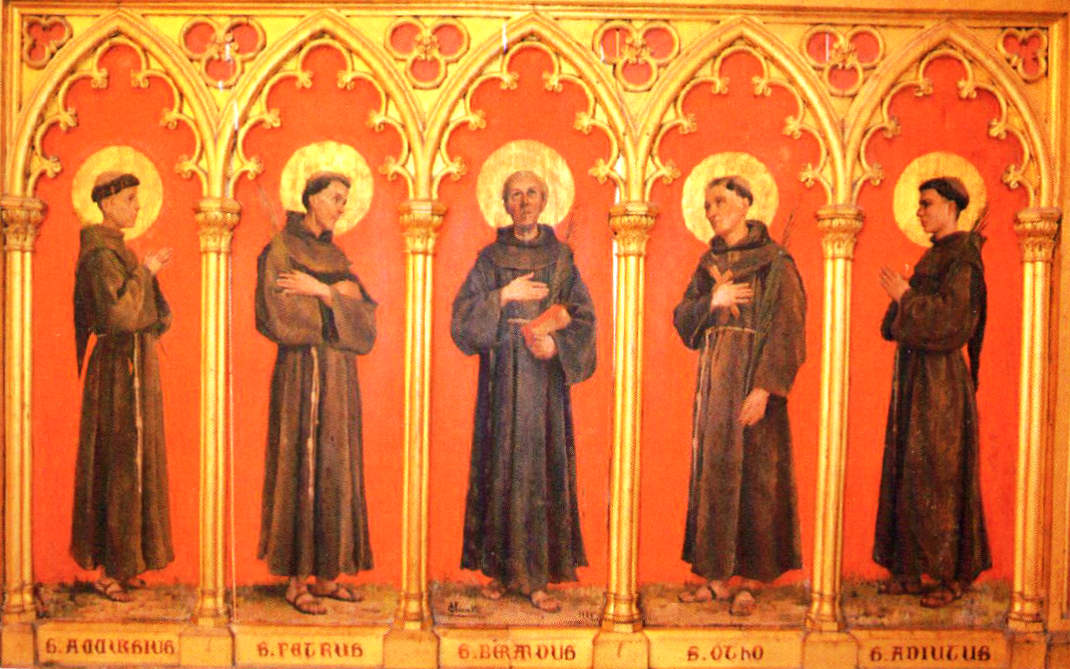
Luigi Olivetti, Protomartiri francescani. Paliotto d'altare, olio, tempera e foglia d'oro su tavola, Basilica di Santa Maria degli Angeli (1886)

Il 16 gennaio durante il  Giubileo del 2025 viene eseguito per la prima volta l'inno in onore dei Protomartiri francescani composto e musicato da frate Alessandro Brustenghi.

## Bibliografia

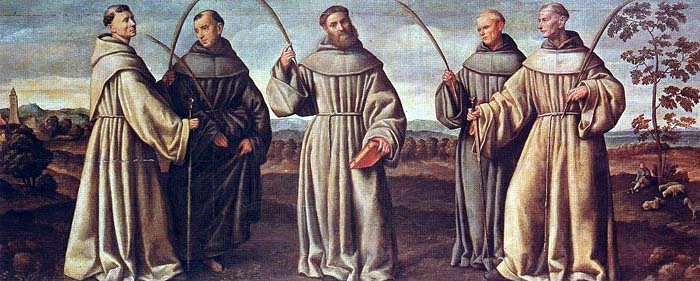
I cinque Santi martiri in un dipinto di Bernardino Licinio

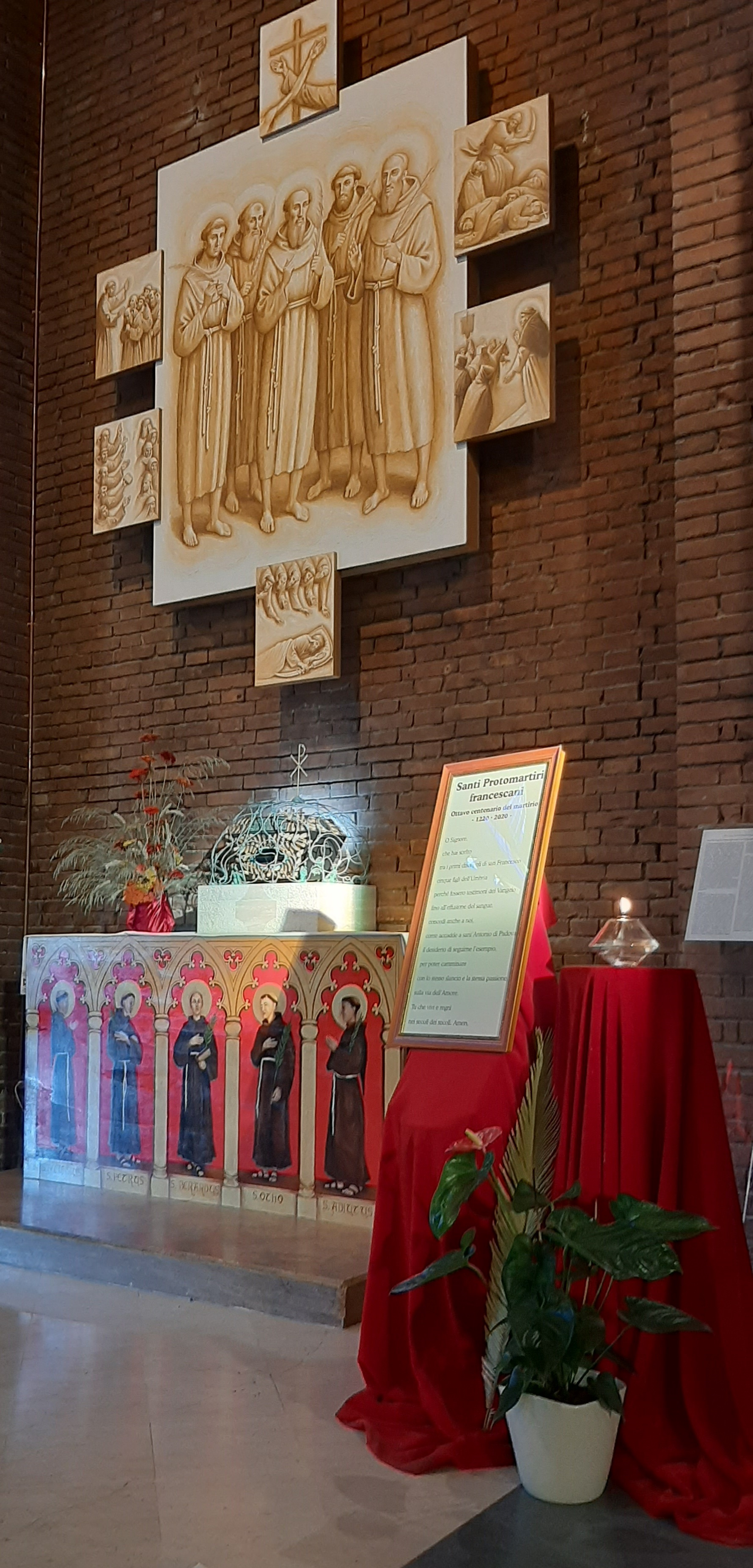
Chiesa di S. Antonio in Terni - Reliquie dei Protomartiri francescani